# Terry Phelan
Terrence ("Terry") Phelan (Manchester, 16 maart 1967)  is een Iers-Engels voetbalcoach en voormalig betaald voetballer. Phelan, een aalvlugge linksachter, speelde voor onder meer Leeds United, Wimbledon, Manchester City, Chelsea en Everton. In 1988 won hij de FA Cup met Wimbledon.

## Clubcarrière

### Beginjaren
Phelan werd profvoetballer bij Leeds United in 1985. In 1986 verhuisde hij naar het Welshe Swansea City.

### Wimbledon
Vervolgens speelde Phelan vijf seizoenen voor Wimbledon, van 1987 tot 1992. Phelan was bij Wimbledon de opvolger van de naar Arsenal vertrokken linksachter Nigel Winterburn. Zijn grootste succes behaalde Phelan in 1988, met winst van de FA Cup met Wimbledon onder coach Bobby Gould.
Het elftal waar Phelan deel van uitmaakte, werd The Crazy Gang genoemd. Het uithangbord was zijn collega-verdediger Vinnie Jones, die na zijn loopbaan acteur werd en in actiethrillers speelde. Volgens de mythe zetten de Wimbledon-spelers aan de vooravond van de finale de bloemetjes buiten in een Engelse pub, waarna ze stuntten tegen het grote Liverpool van trainer Kenny Dalglish.

### Manchester City
In 1992 tekende hij een contract bij Manchester City. Hij was actief met Manchester City in het inaugurele Premier League-seizoen (1992/1993), maar men degradeerde en promoveerde in die periode voortdurend.

### Chelsea en Everton
Later speelde hij voor Chelsea (1995-1997) en Everton (1997-2000). Echter was Phelan niet langer een vaste waarde.

### Fulham
In 2001 promoveerde de op dat moment al 34-jarige linksback met Fulham naar de Premier League, maar hij maakte de overstap niet mee en verhuisde naar toenmalig tweedeklasser Sheffield United. Phelan stopte pas op 42-jarige leeftijd met voetballen.

### Verenigde Staten
In de herfst van zijn loopbaan was hij actief in de Verenigde Staten bij Charleston Battery en in Nieuw-Zeeland bij Otago United.

## Erelijst
| Competitie                    |           |           |           |           |
| Competitie                    | Aantal    | Jaren     |           |           |
| Wimbledon                     | Wimbledon | Wimbledon | Wimbledon | Wimbledon |
| ----------------------------- | --------- | --------- | --------- | --------- |
| FA Cup                        | 1x        | 1988      |           |           |
| Fulham                        |           |           |           |           |
| First Division / Championship | 1x        | 2001      |           |           |

## Interlandcarrière
Phelan verzamelde 42 caps in het Iers voetbalelftal en scoorde één doelpunt. Phelan maakte deel uit van de Ierse selectie van de legendarische bondscoach Jack Charlton op het WK 1994 in de Verenigde Staten, waar men in de achtste finales werd uitgeschakeld door Nederland na een goal van spits Dennis Bergkamp en een pegel van Wim Jonk. Het was de eerste keer dat Ierland de groepsfase (de eerste ronde) overleefde.

## Trainerscarrière
Phelan was laatst actief als coach van het Indiase Kerala Blasters in de Indian Super League, in 2015.